# Saint-Romain-d'Ay

Saint-Romain-d'Ay este o comună în departamentul Ardèche din sud-estul Franței. În 1 ianuarie 2022 avea o populație de 1.168 de locuitori.